# Epidemiengesetz
Das Bundesgesetz über die Bekämpfung übertragbarer Krankheiten des Menschen (Epidemiengesetz, EpG) ist ein Bundesgesetz der Schweizerischen Eidgenossenschaft über die Bekämpfung übertragbarer Krankheiten des Menschen. Es hat zum Ziel, den Menschen vor übertragbaren Krankheiten zu schützen und den Ausbruch und die Verbreitung übertragbarer Krankheiten zu verhüten und zu bekämpfen. Das derzeit geltende Epidemiengesetz ist das Ergebnis der Totalrevision vom 28. September 2012. Die Revision sei notwendig geworden, weil sich das Umfeld, in dem Infektionskrankheiten auftreten und die öffentliche Gesundheit gefährden, verändert hat und das Gesetz den Bedingungen angepasst werden musste.
Gegen diese Totalrevision wurde das fakultative Referendum ergriffen von der EDU, dem Verein Bürger für Bürger sowie dem Komitee Wahre Demokratie, und das Quorum von 50'000 Unterschriften in 100 Tagen wurde erreicht. Aufgrund dessen fand eine Volksabstimmung am 22. September 2013 statt, bei der das Volk die Totalrevision mit 60 % Ja-Stimmen guthiess.

## Entwicklung des Epidemiengesetzes
Das derzeit geltende Bundesgesetz vom 28. September 2012 über die Bekämpfung übertragbarer Krankheiten des Menschen stellt eine Totalrevision des Bundesgesetzes vom 18. Dezember 1970 dar. Dieses ging wiederum aus dem Bundesgesetzes vom 2. Juli 1886 betreffend Massnahmen gegen gemeingefährliche Epidemien hervor. Das Epidemiengesetz von 1886 behandelte lediglich die Pocken, Cholera, Flecktyphus und Pest, sogenannte «gemeingefährliche Epidemien». Der Rest war Sache der Kantone. Der Ausbruch einer Typhusepidemie 1963 in Zermatt mit ca. 400 Erkrankungen und mehreren Todesfällen führte zur Totalrevision des Epidemiengesetzes von 1886. Das Aufkommen weiterer Krankheiten wie Tuberkulose hatte schon zuvor zu einer Änderung der Bundesverfassung geführt. Zwischen der Totalrevision vom 18. Dezember 1970 und der des 28. September 2012 kam es zu verschiedenen kleineren Gesetzesrevisionen (die letzte im Jahre 2006), bei denen mehr oder weniger alle zur Folge hatten, dass die Kompetenzen des Bundes signifikant ausgebaut wurden.

## Zweck des Gesetzes
Der Zweck des revidierten Epidemiengesetzes ist die rasche und unbürokratische Koordination sämtlicher Infrastrukturen, die zum Ziel der Überwachung, Verhütung und Bekämpfung übertragbarer Krankheiten beim Menschen beitragen können. Drei Stufen können vom Bund per sofort gemäss EpG ausgerufen werden: die normale Lage, die besondere Lage und die ausserordentliche Lage.
Während der normalen Lage haben die Kantone den Vollzug des Epidemiengesetzes und der Epidemienverordnung (EpV) inne. Der Bund hat sehr wenige Kompetenzen, die sich auf Informationen und Empfehlungen, die Kontrolle von Ein- und Ausreise sowie die Koordination – falls von den Kantonen gewünscht – beschränken.
In einer besonderen Lage (Art. 6 EpG) kann der Bundesrat Quarantäne für Einzelpersonen anordnen, Kapazitätsbeschränkungen für Veranstaltungen verhängen oder diese gar absagen; er ist ermächtigt, Schulen zu schliessen; Ärzte und weitere Gesundheitsfachpersonen dürfen verpflichtet werden, an der Bekämpfung der zu diesem Zeitpunkt grassierenden Krankheit mitarbeiten zu müssen; und er darf Impfungen für obligatorisch erklären. Diese Regelungen können in Form einer konkreten Verfügung (zum Beispiel das Verbot einer spezifischen Veranstaltung) oder einer Verordnung (zum Beispiel das Verbot von Veranstaltungen in der gesamten Schweiz) erlassen. Die besondere Lage ist als epidemiologische Notlage definiert und kann mit einer moderaten Influenzapandemie, der SARS-Pandemie und H1N1 verglichen werden. Während der besonderen Lage koordiniert das EDI die Massnahmen des Bundes. Die besondere Lage liegt vor, wenn «die ordentlichen Vollzugsorgane nicht in der Lage sind, den Ausbruch und die Verbreitung übertragbarer Krankheiten zu verhüten und zu bekämpfen, und eine der folgenden Gefahren besteht.» (Art. 6 Abs. 1 Bst. a EpG). Zudem muss noch eine der folgenden Bedingungen erfüllt sein:
- erhöhte Ausbreitungs- und Ansteckungsgefahr,
- besondere Gefährdung der öffentlichen Gesundheit,
- Gefahr von schwerwiegenden Auswirkungen auf die Wirtschaft oder auf andere Lebensbereiche.

In der ausserordentlichen Lage (Art. 7 EpG) kann der Bundesrat gestützt auf Art. 185 Abs. 3 der Bundesverfassung Notverordnungen erlassen, die keine Grundlage in einem Bundesgesetz haben, das durch das Parlament beschlossen und dem fakultativen Referendum des Volkes unterstellt ist. Weil der Bundesrat zum Erlass dieser Verordnungen schon von Verfassungs wegen ermächtigt ist, hat Art. 7 EpG deklaratorischen Charakter. Aufgrund der Unvorhersehbarkeit einer akuten, schweren Bedrohung der öffentlichen Gesundheit sind für die ausserordentliche Lage keine spezifischen Massnahmen vorgesehen. Im Falle eines Eintretens erlaubt das konstitutionelle Notstandsrecht dem Bundesrat, adäquate Massnahmen anordnen zu können. Gemäss Art. 7d des Regierungs- und Verwaltungsorganisationsgesetzes (RVOG) treten diese Verordnungen ausser Kraft, wenn der Bundesrat nicht spätestens nach sechs Monaten dem Parlament den Entwurf eines Bundesgesetzes oder einer parlamentarischen Notverordnung unterbreitet, die jene des Bundesrates ersetzt. Damit eine ausserordentliche Lage eintreten kann, ist eine nationale Bedrohungslage erforderlich, die die äussere oder innere Sicherheit der Schweiz bedroht. Hierfür kommen nur sogenannte Worst-Case-Pandemien in Frage, wie zum Beispiel die Spanische Grippe oder die Covid-19-Pandemie.

## Inhalt

### Erkennung und Überwachung
Art. 11 EpG räumt dem BAG die Kompetenz ein, Systeme zur frühzeitigen Erkennung und Überwachung von potenziellen Gefährdungssituationen zu errichten und zu betreiben. Dies geschieht in enger Zusammenarbeit zwischen BAG und Kantonen, aber auch dem BLV oder dem BAFU. Diese enge Zusammenarbeit zwischen dem BAG, weiteren Bundesstellen und den Kantonen ist von grosser Bedeutung. Die Kantone bringen die Nähe zum epidemiologischen Geschehen und den gesundheitsrelevanten Ereignissen sowie die Vollzugszuständigkeit ein, das BAG sorgt für einheitliche Melde- und Beurteilungskriterien, eine professionelle epidemiologische Datenaufbereitung und die internationale Vernetzung. Der Einbezug weiterer Bundesstellen ermöglicht eine einheitliche Situationsbeurteilung und damit einen einheitlichen Vollzug. Hierbei stellt die Meldepflicht Art. 12 EpG das zentrale Instrument dar. Sie verpflichtet die Ärzteschaft, Krankenhäuser, aber auch Rehabilitationszentren, Pflegeheime, Ambulatorien, Organisationen oder telefonische medizinische Beratungsdienste und Apotheken, übertragbare Krankheiten dem BAG oder der zuständigen kantonalen Behörde zu melden. Überwacht werden diejenigen Krankheiten, die mit einer Epidemiengefahr oder einem schweren Krankheitsverlauf einhergehen. Dies gilt ebenso für Ereignisse, die neuartig oder unerwartet sind oder deren Überwachung international vereinbart ist.
Die Meldepflicht wird in Art. 12 EpG aufgeführt. Die diagnostizierenden Ärzte müssen Beobachtungen zu übertragbaren Krankheiten an die kantonsärztlichen Dienste melden, die ihrerseits diese Meldungen an das BAG weiterleiten. Die Meldungen erfolgen grundsätzlich zuerst an diejenige Behörde, die für Sofortmassnahmen zuständig ist. In bestimmten Fällen, insbesondere wenn kantonsübergreifende Sofortmassnahmen und eine internationale Benachrichtigung erforderlich sind, sollen Meldungen zusätzlich direkt an das BAG erfolgen. Zudem kann der Bundesrat anordnen, dass Verhütungs- und Bekämpfungsmassnahmen sowie deren Wirkung gemeldet und Proben sowie Untersuchungsergebnisse an die von den zuständigen Behörden bestimmten Laboratorien gesendet werden.

### Verhütung

#### Impfungen
Das BAG sowie die Eidgenössische Kommission für Impffragen regeln die Strategien und Ziele im Zusammenhang mit Impfungen. Zur Umsetzung dieser sprechen beide Organe konkrete Impfempfehlungen aus (Art. 20 EpG). Art. 20 Absatz 2 hält fest: «Ärztinnen, Ärzte und weitere Gesundheitsfachpersonen tragen im Rahmen ihrer Tätigkeit zur Umsetzung des nationalen Impfplans bei». Gemäss Art. 22 EpG können die Kantone «Impfungen von gefährdeten Bevölkerungsgruppen, von besonders exponierten Personen und von Personen, die bestimmte Tätigkeiten ausüben, für obligatorisch erklären, sofern eine erhebliche Gefahr besteht». Während einer besonderen und ausserordentlichen Lage darf auch der Bundesrat eine Impfpflicht anordnen. Ein sogenanntes Impfobligatorium (schweizerisch für Impfpflicht) kann somit lediglich für vulnerable Gruppen verhängt werden und nicht allgemein für die gesamte Bevölkerung. Des Weiteren ist diese Massnahme für jene Situationen vorbehalten, in denen alle Mittel ausgeschöpft sind. Das liegt daran, dass eine obligatorische Impfung einen Eingriff in die persönliche Freiheit darstellt (Art. 10 Abs. 2 Bundesverfassung [BV]). Solche Grundrechtsbeschränkungen sind nach Art. 36 BV nur zulässig, wenn sie (1) auf einer ausreichenden gesetzlichen Grundlage beruhen, (2) durch ein öffentliches Interesse gerechtfertigt sind (bei hoch ansteckenden Krankheiten mit potenziell sehr schwerem Verlauf) und (3) verhältnismässig sind. Eine Impfpflicht für bestimmte Personenkreise könnte sich bei einer schweren, sich rasch verbreitenden und in vielen Fällen tödlich endenden Infektionskrankheit aufdrängen.
Die Entschädigung und Genugtuung bei Schäden aus Impffolgen sind in Art. 64 ff. EpG geregelt.

#### Biologische Sicherheit
Das Epidemiengesetz verlangt die Einhaltung einer Sorgfaltspflicht von Personen, die mit Erregern oder ihren toxischen Produkten umgehen. Sie sieht vor, dass alle Massnahmen getroffen werden müssen, damit aus dieser Tätigkeit keine Schäden an Menschen entstehen (Art. 25 EpG). Diese Sorgfaltspflicht des Anwenders erfasst auch den Umgang mit genetischem Material oder mit Mikroorganismen, die infolge einer gentechnischen Veränderung Krankheiten verursachen könnten. Art. 28 EpG hält weitergehend fest: «Wer Krankheitserreger in Verkehr bringt, muss Abnehmer über die gesundheitsrelevanten Eigenschaften und Gefahren sowie über die erforderlichen Vorsichts- und Schutzmassnahmen informieren». Der Bundesrat ist ebenso autorisiert, den Umgang mit bestimmten Erregern einzuschränken oder zu verbieten. Ebenfalls im Rahmen des WHO-Aktionsplans zur Ausrottung der Poliomyelitis könnte langfristig eine Vernichtung von Polio-infektiösen Materialien bzw. ein Verbot und/oder eine Einschränkung für den Umgang mit Polioviren in geschlossenen Systemen notwendig sein. Die Kompetenz des Bundesrates steht zudem auf dem Gebiet der Biowaffen im Kontext der völkerrechtlichen Verpflichtungen (siehe Übereinkommen über das Verbot der Entwicklung, Herstellung und Lagerung bakteriologischer (biologischer) Waffen und von Toxinwaffen sowie über die Vernichtung solcher Waffen) der Schweiz.

### Bekämpfung
Mehr oder weniger alle Massnahmen zum Schutz der öffentlichen Gesundheit tangieren die verfassungsrechtlich garantierten Freiheitsrechte. Deswegen haben die zuständigen Behörden Verantwortung zu übernehmen. Sie haben auch Entscheidungen zu fällen, in denen eine adäquate wissenschaftliche Beurteilung erschwert ist. Weil sämtliche Gefahren nicht abschliessend definiert werden können, haben die zuständigen Behörden einen grossen Ermessensspielraum, wie sie Massnahmen treffen wollen. Entsprechend dem Verhältnissmässigkeitsprinzip sind diese Massnahmen nur dann rechtmässig, wenn alle weniger einschneidenden ausgeschöpft worden sind.
Der Bundesrat bezeichnet, ausgehend von der unterschiedlichen Intensität der Massnahmen, eine Stufenfolge, die das Gesetz vorsehe. Als mildeste Massnahme sei die medizinische Überwachung (Art. 34 EpG) vorgesehen. Eine stärkere Eingriffswirkung entfalte das Berufsausübungs- oder Tätigkeitsverbot (Art. 38 EpG). Die Absonderung in einem Krankenhaus bzw. in einer anderen geeigneten Institution (Art. 35 EpG) sei neben der Anordnung einer ärztlichen Behandlung (Art. 37 EpG) die schärfste Massnahme. Das Gesetz unterscheidet zwischen Absonderung und Quarantäne. Erstere bezeichnet die Isolation von Kranken und Angesteckten, Quarantäne meint diejenige von Ansteckungs- oder Krankheitsverdächtigten. Beide Massnahmen haben zum Ziel, Infektionsketten zu unterbrechen. Beide Massnahmen müssen vorgängig im Domizil des Betroffenen angeordnet werden. Die Unterbringung in einer anderen Institution ist nur dann zulässig, wenn die Unterbringung zu Hause zur effektiven Verhütung der Weiterverbreitung der Krankheit nicht ausreicht oder nicht möglich ist.
Das Epidemiengesetz stellt den kantonalen Behörden ein breites Instrumentarium zur Verfügung, mit dem sie die Ausbreitung übertragbarer Krankheiten verhindern können. So sieht Art. 40 vor, dass Veranstaltungen verboten oder eingeschränkt, Schulen und andere öffentliche Institutionen geschlossen? das Betreten und Verlassen bestimmter Gebäude und Gebiete sowie bestimmte Aktivitäten an definierten Orten verboten werden können. Nach Art. 41 Abs. 2 ist das BAG dazu ermächtigt, Personen, die in die Schweiz einreisen oder aus der Schweiz ausreisen, zu verpflichten:
- ihre Identität, Reiseroute und Kontaktdaten bekannt zu geben;
- eine Impf- oder Prophylaxebescheinigung vorzulegen;
- Auskunft über ihren Gesundheitszustand zu geben;
- einen Nachweis einer ärztlichen Untersuchung vorzulegen;
- sich ärztlich untersuchen zu lassen.

Um die Verschleppung einer Krankheit zu verhindern, darf das BAG Individuen die Ausreise verweigern. Diese Massnahme ist jedoch als Ultima Ratio zu verwenden.

### Organisation und Verfahren
Das Epidemiengesetz sieht zwei Organe vor: das Einsatzorgan und das Koordinationsorgan. Das Einsatzorgan existiert nur temporär und kann bei besonderen und ausserordentlichen Lagen ausgerufen werden (Art. 55 EpG). Geschieht dies, wird ein allfälliger Sonderstab (Art. 4 IPV), der im Zuge der epidemiologischen (Not-)Lage eingesetzt worden ist, aufgelöst und in das Einsatzorgan überwiesen. Die Aufgaben des Einsatzorgans sind die Beratung des Bundesrates und die Unterstützung bei der Koordination der Massnahmen. Seit der Totalrevision vom 28. September 2012 existiert ein Koordinationsorgan (KOr EpG), das seine gesetzliche Grundlage in Art. 54 EpG hat. Es hat die Aufgabe, die Zusammenarbeit zwischen Bund und Kantonen auf fachlicher Ebene zu koordinieren, ihm stehen aber keine Entscheidungs- oder Vollzugskompetenz zu; dies obliegt Bund und Kantonen. Das Koordinationsorgan kann bei Bedarf Unterorgane bilden; für den Bereich der Zoonosen ist eine vorgesehen. Diese Unterorgane sind insbesondere mit Mitgliedern des BAG und der Kantonsärzteschaft zu besetzen. Im Koordinationsorgan ist der Bund federführend; es handelt sich jedoch nicht um eine ausserparlamentarische Kommission im Sinne von Art. 57a RVOG.
Im Gesetz sind auch noch die Eidgenössische Kommission für Impffragen (Art. 56 EpG) und die Eidgenössische Fachkommission für biologische Sicherheit (Art. 57 EpG) vorgesehen. Erstere hat den Bundesrat beim Erlass von Vorschriften und die Behörden von Bund und Kantonen beim Vollzug zu beraten. Die Eidgenössische Fachkommission für biologische Sicherheit berät die Behörden beim Schutz von Mensch und Umwelt im Bereich der Bio- und Gentechnologie.

### Vollzug
Der Vollzug des Epidemiengesetzes obliegt den Kantonen, soweit nicht der Bund zuständig ist (Art. 75 EpG). Dies leitet sich auch aus der Bundesverfassung ab, die in Art. 118 Abs. 2 vorsieht, dass der Bund nur in spezifischen Bereichen des Gesundheitsschutzes operativ tätig wird. Trotzdem ist die Gesetzgebung bei übertragbaren Erkrankungen alleinige Sache des Bundes, und er wacht auch darüber, dass das Bundesrecht von den Kantonen eingehalten wird (Art. 186 Abs. 4 BV). Nach Art. 77 Abs. 2 koordiniert der Bund die Vollzugsmassnahmen der Kantone, soweit ein Interesse an einem einheitlichen Vollzug besteht. Hierfür kann er z. B. den Kantonen Massnahmen für einen einheitlichen Vollzug vorschreiben oder sie zwingen, bestimmte Massnahmen umzusetzen, sollte eine Gefährdung der öffentlichen Gesundheit indiziert sein.

## Totalrevision des Epidemiengesetzes vom 28. September 2012

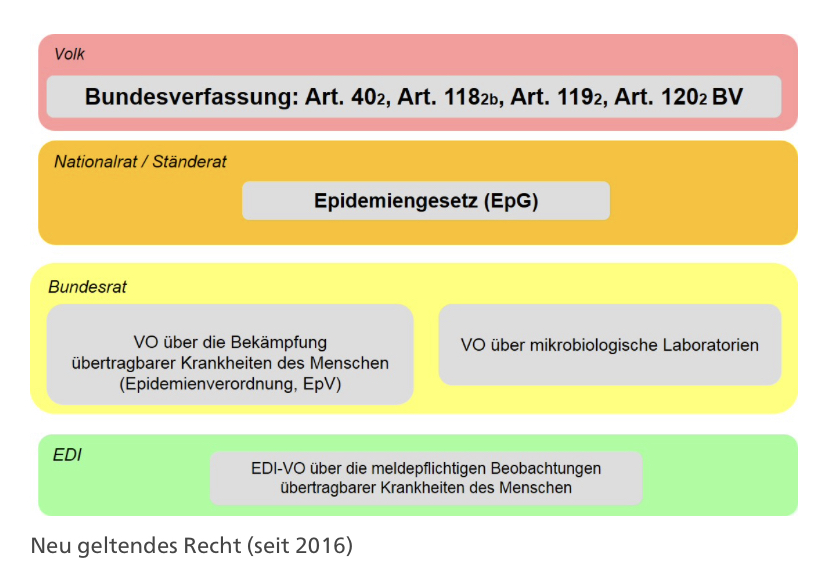
Gesetzliche Regelung beim Auftreten einer Infektionskrankheit (Bundesamt für Gesundheit)

### Ausgangslage
Der Bundesrat war in seiner Botschaft der Ansicht, dass das zuvor geltende Epidemiengesetz den Anforderungen nicht mehr genüge. Seit dem Erlass des Epidemiengesetzes von 1970 habe sich derartig viel verändert, dass eine Totalrevision unabdingbar sei – und zwar sowohl in rechtlicher als auch in fachlicher Hinsicht. Seiner Meinung nach sei die Rechtslage zu ungenau gewesen, um sich adäquat auf den Ausbruch und die Verbreitung einer Erkrankung vorbereiten zu können. Man habe sich zu oft auf Notlagenartikel (Art. 10 aEpG) stützen müssen, deren Wirkungsbereich aber wiederum unscharf definiert sei, wie die SARS-Pandemie gezeigt habe. Ebenso habe sich das geltende Recht auf gesundheitspolizeiliche Massnahmen beschränkt und Massnahmen zur Verhütung weitgehend aussen vor gelassen. Zuletzt habe ein sogenannter Zweckartikel gefehlt, aus dem ersichtlich geworden sei, welchen öffentlichen Interessen die gesetzlichen Anweisungen dienen. Dies ist deswegen wichtig, weil alles Handeln des Staates dem öffentlichen Interesse dienen muss. Das Fehlen eines Zweckartikels habe das Spektrum der gesetzlichen Handlungsmöglichkeiten eingeschränkt, da sich die Massnahmen nicht auf einen Gesetzeszweck stützen könnten.

### Verfahren
Dass eine Revision des Epidemiengesetzes nötig ist, war während der Verhandlungen unbestritten. Im Nationalrat war beim Eintreten lediglich die Frage nach der vom Bundesrat vorgeschlagenen Impfpflicht umstritten. Für die Gegner stand eine Impfpflicht ausser Frage, denn sie stelle einen zu tiefgreifenden Eingriff in die persönliche Freiheit dar. Die Wirksamkeit und die Nebenwirkungen von neuen Impfstoffen könne oft erst nach Jahren nachgewiesen werden. Die Befürworter dagegen führten an, dass im Falle einer ausserordentlichen Lage die öffentliche Gesundheit höher gewichtet werden müsse als die individuelle Freiheit. Es handle sich zudem lediglich um eine Pflicht und nicht einen Zwang; niemand werde unter Anwendung von Gewalt gegen seinen Willen geimpft. Wer der Impfpflicht nicht nachkomme, müsse aber eventuell mit arbeitsrechtlichen Massnahmen rechnen. Ein Antrag der Gegner, der auf eine Relativierung der Impfpflicht abzielte, wurde mit 94 zu 69 Stimmen bzw. mit 105 zu 51 Stimmen abgelehnt. Hingegen wurde ein anderer Antrag von Seiten der SP und der SVP mit 103 zu 62 Stimmen angenommen. Demnach sollen die Kantone Impfungen nicht mehr wie bis anhin anordnen dürfen, sondern nur noch vorschlagen und empfehlen.
Im Ständerat wurde mit sieben zu elf Stimmen die Kompetenz der Kantone befürwortet, unter gewissen Umständen Impfungen für bestimmte Personengruppen für obligatorisch erklären zu können. Da dieser Beschluss dem des Nationalrats entgegenstand, fand eine Differenzbereinigung statt, in dem sich der Nationalrat dem Beschluss des Ständerates beugte und somit annahm (mit 88 zu 78 Stimmen), dass Kantone Impfungen für verpflichtend erklären dürfen.
In den Schlussabstimmungen wurde das neue Bundesgesetz im Nationalrat mit 149 zu 14 Stimmen bei 25 Enthaltungen und im Ständerat mit 40 zu zwei Stimmen bei drei Enthaltungen angenommen.

### Änderungen zum vorherigen Gesetz
Im Vergleich zum Gesetz von 1970 haben sich einige Aspekte im Zuge der Totalrevision geändert:
- ein Stufenmodell von normaler, besonderer und ausserordentlicher Lage wurde neu eingeführt, um die Arbeitsteilung zwischen Bund und Kantonen in Krisensituationen zu verbessern;
- eine Impfpflicht darf nicht mehr allgemein, sondern lediglich für bezeichnete Personen verhängt werden. Neu darf der Bundesrat auch eine Impfpflicht während einer besonderen bzw. ausserordentlichen Lage verhängen, bei der aber dieselben Kriterien wie bei den Kantonen gelten;
- es wurden explizite gesetzliche Bestimmungen geschaffen, um die Krisenprävention und -bewältigung zu verbessern;
- ebenso wurde die Führungsrolle des Bundes im neuen Gesetz ausgebaut. So obliegen ihm die Festlegung der nationalen Ziele und Strategien bei der Bekämpfung übertragbarer Krankheiten sowie die Oberaufsicht über den Vollzug des Epidemiengesetzes;
- und das Koordinationsorgan (KOr EpG) wurde neu geschaffen.[6]

### Fakultatives Referendum
Am 28. September 2012 fasste die Bundesversammlung den Beschluss, das revidierte Gesetz anzunehmen. Nach der Publikation durch die Bundeskanzlei im Bundesblatt begann die Referendumsfrist (100 Tage Zeit für 50'000 Unterschriften Art. 141 BV). Am 17. Januar 2013 wurden die Unterschriften durch das Referendumskomitee eingereicht. Die Bundeskanzlei gab am 19. Februar 2013 das Zustandekommen des Referendums mit 77'360 gültigen Unterschriften bekannt. Am 22. September 2013 fand dann die Volksabstimmung statt, bei der die Gegner des Gesetzes unterlagen und das Gesetz mit 60,00 % vom Volk angenommen wurde. Das Gesetz trat am 1. Januar 2016 in Kraft.

### Volksabstimmung

#### Haltungen
Pro: BDP, CSP, CVP, EVP, FDP, glp, GPS, MCG, SD, SP
Contra: EDU, SVP, FPS, KVP

#### Ergebnisse
| Kanton                           | Ja (%) | Nein (%) | Beteiligung (%) |
| -------------------------------- | ------ | -------- | --------------- |
| Zürich                           | 60,5 % | 39,5 %   | 49,28 %         |
| Bern                             | 54,9 % | 45,1 %   | 44,77 %         |
| Luzern                           | 59,5 % | 40,5 %   | 47,56 %         |
| Uri                              | 49,5 % | 50,5 %   | 44,85 %         |
| Schwyz                           | 45,5 % | 54,5 %   | 49,67 %         |
| Obwalden                         | 51,4 % | 48,6 %   | 49,71 %         |
| Nidwalden                        | 56,1 % | 43,9 %   | 50,00 %         |
| Glarus                           | 51,3 % | 48,7 %   | 38,27 %         |
| Zug                              | 57,4 % | 42,6 %   | 50,35 %         |
| Freiburg                         | 66,0 % | 34,0 %   | 46,59 %         |
| Solothurn                        | 58,3 % | 41,7 %   | 45,04 %         |
| Basel-Stadt                      | 67,7 % | 32,3 %   | 47,15 %         |
| Basel-Landschaft                 | 62,3 % | 44,13 %  | 44,12 %         |
| Schaffhausen                     | 50,0 % | 50,0 %   | 63,71 %         |
| Appenzell Ausserrhoden           | 44,9 % | 55,1 %   | 50,66 %         |
| Appenzell Innerrhoden            | 46,0 % | 54,0 %   | 41,10 %         |
| St. Gallen                       | 50,6 % | 49,4 %   | 45,89 %         |
| Graubünden                       | 55,8 % | 44,2 %   | 43,08 %         |
| Aargau                           | 55,9 % | 44,1 %   | 47,41 %         |
| Thurgau                          | 50,3 % | 49,7 %   | 45,54 %         |
| Tessin                           | 64,4 % | 35,6 %   | 46,96 %         |
| Waadt                            | 73,6 % | 26,4 %   | 45,99 %         |
| Wallis                           | 61,9 % | 38,1 %   | 47,53 %         |
| Neuenburg                        | 67,0 % | 33,0 %   | 42,74 %         |
| Genf                             | 77,8 % | 22,2 %   | 47,48 %         |
| Jura                             | 59,5 % | 40,5 %   | 36,67 %         |
| Schweizerische Eidgenossenschaft | 60,0 % | 40,0 %   | 46,76 %         |

## Anwendung während der COVID-19-Pandemie
Am 25. Februar 2020 wurde der erste bestätigte Fall einer Sars-Cov-2-Infektion in der Schweiz gemeldet. Gestützt auf Art. 6 Abs. 2 Bst. b erliess der Bundesrat am 28. Februar 2020 die Verordnung vom 28. Februar 2020 über Massnahmen zur Bekämpfung des Coronavirus (COVID-19). Mit dieser Verordnung verbot er öffentliche und private Veranstaltungen, bei denen sich gleichzeitig mehr als 1000 Personen aufhalten. Ebenso am 13. März desselben Jahres erliess der Bundesrat eine auf das Epidemiengesetz gestützte Verordnung. Anders als bei der ersten hatte jene ihre rechtliche Grundlage nicht nur im Epidemiengesetz, sondern direkt in der Bundesverfassung; es handelte sich somit um eine, und zwar die erste, Notverordnung (selbstständige Verordnung). Am 16. März stufte er die Situation in der Schweiz als ausserordentliche Lage ein. Aufgrund zweier Motionen (20.3168 und 20.3144) war der Bundesrat beauftragt, die für die Einführung der Covid-19-App notwendigen gesetzlichen Grundlagen auszuarbeiten und sie dem Parlament zur Absegnung zu unterbreiten. Er schlug vor, das Epidemiengesetz dringlich zu ändern, was die Bundesversammlung annahm. Die Änderung trat am 27. Juni 2020 in Kraft und wird am 30. Juni 2022 ausser Kraft treten.
Am 25. September 2020 beschloss die Bundesversammlung das Bundesgesetz über die gesetzlichen Grundlagen für Verordnungen des Bundesrates zur Bewältigung der COVID-19-Epidemie (Covid-19-Gesetz), hat es für dringlich erklärt und auf den 26. September 2020 in Kraft gesetzt.
Siehe auch: Chronologie der Reaktionen und Massnahmen infolge der COVID-19-Pandemie in der Schweiz

## Verfassungsmässigkeit und Delegation
Die wichtigste Verfassungsgrundlage für das Epidemiengesetz stellt Art. 118 Abs. 2 BV Buchstabe b dar. Dieser hält fest: «Er [der Bundesrat] erlässt Vorschriften über die Bekämpfung übertragbarer, stark verbreiteter oder bösartiger Krankheiten von Menschen und Tieren.» Die genannten Merkmale (übertragbar, stark verbreitet oder bösartig) müssen nicht kumulativ erfüllt sein, sondern lediglich alternativ. Artikel 118 Abs. 2 Buchstabe b sagt aber nichts über das staatliche Instrumentarium zur Bekämpfung besagter Krankheiten aus. Bekämpfung meint hier auch nicht nur gesundheitspolizeiliche Massnahmen zur Abwehr, sondern ebenso präventive oder gesundheitsfördernde Massnahmen. Weil bei der Revision des Epidemiengesetzes vom 21. Dezember 1995 Bestimmungen zu gentechnisch veränderten Erregern aufgenommen wurden, stehen im Ingress des Epidemiengesetzes auch die Art. 119 Abs. 2 und Art. 120 Abs. 2 BV, die genau dieses Thema behandeln. Art. 40 Abs. 2 bildet die Grundlage für Massnahmen zugunsten von Auslandschweizern.
Das Epidemiengesetz enthält Delegationsnormen zum Erlass von unselbstständigen Verordnungen, d. h., dass gewisse Rechtsetzungsbefugnisse von der Legislative an die Exekutive delegiert werden, sofern sie nicht von der Bundesverfassung ausgeschlossen sind (Art. 164 Abs. 2 BV). Diese Delegationen betreffen Regelungen, deren Details den Konkretisierungsgrad der Gesetzesebene wesentlich überschreiten würden. Verfassungsrechtlich müssen sich Delegationsermächtigungen auf einen bestimmten Regelungsgegenstand beschränken, dürfen also nicht unbegrenzt sein. Im Epidemiengesetz betrifft dies zum Beispiel die Meldepflicht, die selber nicht umfassend im Gesetz festgeschrieben werden kann, weil sie dem wissenschaftlichen Fortschritt unterliegt.